# Fortune Global 500 (2013)
Navigation
Fortune Global 500 (2012) Fortune Global 500 (2014)
La liste ci-dessous répertorie les 25 plus grandes entreprises mondiales par chiffre d'affaires de 2012 selon le Fortune Global 500. Les chiffres ont été publiés en 2013 et sont indiqués en millions de dollars américains.

## Classement par entreprise
| Rang | Nom                                         | Siège social | Pays         | Chiffre d'affaires (millions $) | Bénéfice (millions $) | Employés  | Branche                      | Directeur              | Évolution 2012 |
| ---- | ------------------------------------------- | ------------ | ------------ | ------------------------------- | --------------------- | --------- | ---------------------------- | ---------------------- | -------------- |
| 1.   | Wal-Mart                                    | Bentonville  | États-Unis   | 476 294                         | 16 022                | 2 200 000 | Commerce de détail           | Doug McMillon          | (+1)           |
| 2.   | Royal Dutch Shell                           | La Haye      | Pays-Bas     | 459 599                         | 16 371                | 87 000    | Pétrole                      | Ben van Beurden        | (-1)           |
| 3.   | Sinopec                                     | Pékin        | Chine        | 457 201                         | 8 932                 | 1 015 039 | Pétrole                      | Fu Chengyu             | (+1)           |
| 4.   | China National Petroleum Corporation        | Pékin        | Chine        | 432 007                         | 18 504                | 1 674 541 | Pétrole                      | Zhou Jiping            | (+1)           |
| 5.   | ExxonMobil                                  | Irving       | États-Unis   | 407 666                         | 32 580                | 88 000    | Pétrole                      | Rex Tillerson          | (-2)           |
| 6.   | BP                                          | Londres      | Royaume-Uni  | 396 217                         | 23 451                | 85 700    | Pétrole                      | Robert W. Dudley       | (=)            |
| 7.   | State Grid Corporation                      | Pékin        | Chine        | 333 386                         | 7 982                 | 849 594   | Électricité                  | Liu Zhenya             | (=)            |
| 8.   | Volkswagen                                  | Wolfsbourg   | Allemagne    | 261 539                         | 12 071                | 549 763   | Automobile                   | Martin Winterkorn      | (+1)           |
| 9.   | Toyota Motor                                | Toyota       | Japon        | 256 454                         | 18 198                | 333 498   | Automobile                   | Akio Toyoda            | (-1)           |
| 10.  | Glencore Xstrata                            | Baar         | Suisse       | 232 694                         | -7 402                | 61 000    | Négoce en matières premières | Ivan Glasenberg        | (+2)           |
| 11.  | Total                                       | Courbevoie   | France       | 227 882                         | 11 204                | 97 126    | Pétrole                      | Christophe de Margerie | (-1)           |
| 12.  | Chevron                                     | San Ramon    | États-Unis   | 220 356                         | 21 423                | 62 000    | Pétrole                      | John S. Watson         | (-1)           |
| 13.  | Samsung Electronics                         | Séoul        | Corée du Sud | 208 938                         | 27 245                | 236 000   | Electronique                 | Oh-Hyun Kwon           | (+1)           |
| 14.  | Berkshire Hathaway                          | Omaha        | États-Unis   | 182 150                         | 19 476                | 288 500   | Finance                      | Warren Buffett         | (+4)           |
| 15.  | Apple                                       | Cupertino    | États-Unis   | 170 910                         | 37 037                | 76 100    | Électronique                 | Tim Cook               | (+4)           |
| 16.  | AXA                                         | Paris        | France       | 165 893                         | 5 950                 | 94 364    | Assurances                   | Henri de Castries      | (+4)           |
| 17.  | Gazprom                                     | Moscou       | Russie       | 165 016                         | 35 769                | 417 000   | Pétrole et gaz               | Alexeï Miller          | (+4)           |
| 18.  | E.ON                                        | Düsseldorf   | Allemagne    | 162 560                         | 2 843                 | 72 083    | Énergie                      | Johannes Teyssen       | (-3)           |
| 19.  | Phillips 66                                 | Houston      | États-Unis   | 161 175                         | 3 726                 | 13 500    | Énergie                      | Greg C. Garland        | (-3)           |
| 20.  | Daimler AG                                  | Stuttgart    | Allemagne    | 156 628                         | 9 083                 | 275 087   | Automobile                   | Dieter Zetsche         | (+3)           |
| 21.  | General Motors                              | Détroit      | États-Unis   | 155 427                         | 5 346                 | 213 000   | Automobile                   | Mary Barra             | (+1)           |
| 22.  | ENI                                         | Rome         | Italie       | 154 108                         | 6 850                 | 77 838    | Pétrole                      | Claudio Descalzi       | (-5)           |
| 23.  | Japan Post Holdings                         | Tokyo        | Japon        | 152 125                         | 4 782                 | 209 000   | Services                     | Taizo Nishimuro        | (-10)          |
| 24.  | EXOR                                        | Turin        | Italie       | 150 996                         | 2 768                 | 287 343   | Finance                      | John Elkann            | NE             |
| 25.  | Banque industrielle et commerciale de Chine | Pékin        | Chine        | 148 802                         | 42 718                | 405 354   | Banque                       | Jiang Jianqing         | NE             |

## Classement pas pays
| Rang | Pays            | Nombre | %    |
| ---- | --------------- | ------ | ---- |
| 1.   | États-Unis      | 128    | 25,6 |
| 2.   | Chine           | 95     | 19,0 |
| 3.   | Japon           | 57     | 11,4 |
| 4.   | France          | 31     | 6,2  |
| 5.   | Allemagne       | 28     | 5,6  |
| 6.   | Grande-Bretagne | 28     | 5,6  |
| 7.   | Corée du Sud    | 17     | 3,4  |
| 8.   | Suisse          | 13     | 2,6  |
| 9.   | Pays-Bas        | 13     | 2,6  |
| 10.  | Canada          | 10     | 2,0  |
| 11.  | Italie          | 9      | 1,8  |
| 12.  | Espagne         | 8      | 1,6  |
| 13.  | Australie       | 8      | 1,6  |
| 14.  | Inde            | 8      | 1,6  |
| 15.  | Brésil          | 7      | 1,4  |